# Ayako Hamada
Ayako Valentina Hamada Villareal (Japans: 浜田 文子, Hamada Ayako) (Mexico-Stad, 14 februari 1981) is een Mexicaans professioneel worstelaarster van Japanse oorsprong die vooral bekend is van haar tijd bij Total Nonstop Action Wrestling als Hamada.
Ayako is een tweede generatie, haar vader Gran Hamada was een worstelaar. Ze heeft een zus, Xóchitl Hamada, ook een worstelaarster.

## In worstelen
- Finishers
  - AP Cross (Fisherman driver)
  - AP Cross Diamond (Samoan driver)
  - Hama-Chan Cutter (Elevated cutter) – geadopteerd van haar vader
  - Hamada Driver (Sitout scoop slam piledriver) – TNA
  - La Ayakita (Wrist-lock with neckscissors)
  - La Ayakita 2000 (Catapult transitioned into an Indian deathlock surfboard)

- Signature moves
  - Headbutt
  - High-angle belly to back suplex
  - Jumping DDT

- Met Awesome Kong
  - Falling powerbomb (Kong) / Missile dropkick (Hamada) combinatie

- Met Taylor Wilde
  - Samoan drop (Hamada) / Running corkscrew neckbreaker (Wilde) combinatie

## Erelijst
- All Japan Women's Pro-Wrestling
  - WWWA World Heavyweight Championship (2 keer)
  - WWWA World Tag Team Championship (1 keer met Nanae Takahashi)

- ARSION
  - Twinstar of ARSION (2 keer; 1x met Mika Akino en 1x met Michiko Omukai)
  - Skyhigh of ARSION (1 keer)
  - QUEEN of ARSION (1 keer)
  - P*MIX Grand Prix (2000) – met Gran Hamada

- GAEA Japan
  - AAAW Singles Championship (1 keer)
  - AAAW Tag Team Championship (1 keer met Meiko Satomura)

- International Wrestling Revolution Group
  - IWRG Intercontinental Women's Championship (1 keer)

- NEO Japan
  - NEO Japan Tag Team Championship (1 keer met Kaoru Itoh)

- Total Nonstop Action Wrestling
  - TNA Knockout Tag Team Championship (2 keer; 1x met Awesome Kong en 1x met Taylor Wilde)

- Universal Wrestling Association
  - UWA World Women's Championship (1 keer)

- World Wrestling Association
  - WWA World Women's Championship (1 keer)